# استودیو اندازه‌گیری
استودیوی اندازه‌گیری NI مجموعه‌ای از اجزای آزمایش و اندازه‌گیری است که توسط نشنال اینسترومنتز ساخته شده است و در محیط Microsoft Visual Studio ادغام می‌شود. این مجموعه از پشتیبانی گسترده برای دسترسی به سخت‌افزار ابزار دقیق برخوردار است. استودیوی اندازه‌گیری NI درایورها و لایه‌های انتزاعی برای انواع مختلف ابزارها و گذرگاه‌های انتقال داده دارد و یا برای افزودن آنها در دسترس است.
Measurement Studio شامل مجموعه‌ای از توابع تجزیه و تحلیل، از جمله برازش منحنی، تحلیل طیفی، تبدیل فوریه سریع (FFT) و فیلترهای دیجیتال، و مصورسازی است. همچنین شامل امکان اشتراک‌گذاری متغیرها و ارسال داده‌ها از طریق اینترنت با متغیرهای مشترک شبکه است.

## تاریخچه
استودیو اندازه‌گیری در فوریه 2000 توسط نشنال اینسترومنتز معرفی شد تا ابزارهای برنامه‌نویسی مبتنی بر متن خود، به‌ویژه LabWindows/CVI ، Component Works ++، Component Works را ترکیب کند.
Measurement Studio 7.0 از NET. پشتیبانی کرد و امکان ادغام کنترل‌ها و کلاس‌های محلی NET. در ویژوال استودیو را فراهم کرد. همانطور که Measurement Studio 8.0.1 از ویژوال استودیو 2005 پشتیبانی کرد و همچنین برای اولین بار در نسخه‌ی 8.1.1، فریمورک NET 2.0. همراه با پشتیبانی برای ویندوز ویستا اضافه شد. نسخه فعلی Measurement Studio از چندین نسخه ویژوال استودیو از جمله 2008، 2005، NET 2003 و 6.0 پشتیبانی نمی‌کند.
Measurement Studio شامل نمونه‌های مختلفی است تا نشان دهد چگونه می‌توان به برنامه‌های رایج GPIB، VISA ، DAQMX ، تجزیه و تحلیل و DataSocket دسترسی پیدا کرد.

## نرم افزارهای مرتبط
نشنال اینسترومنتز محصولی به نام LabVIEW ارائه می‌دهد که دارای بسیاری از قابلیت‌های تست، اندازه‌گیری و کنترل Measurement Studio است. نشنال اینسترومنتز همچنین LabWindows/CVI را به عنوان جایگزینی برای برنامه نویسان ANSI C ارائه می‌دهد.

## مراجع
1. NI.com What is Measurement Studio?
2. LabVIEW
3. NI LabWindows/CVI

[[رده:شبکه رایانه]]